# Lázaro Oliveira
Lázaro Fonseca Costa Oliveira, mais conhecido por Lázaro Oliveira, (Gabela, 27 de agosto de 1967) é um ex-futebolista e atualmente é treinador de futebol angolano. Atualmente, comanda a seleção de futebol de Macau.

## Carreira
Enquanto jogador, e após fazer a sua formação na Associação Desportiva de Oeiras, começou como senior n'Os Marialvas na temporada de 1987/1988. Na temporada seguinte, foi para o Grupo Desportivo da Usseira. Entre as temporadas de 1989/1990 e a temporada de 1993/1994 representou o Estoril-Praia. Em 1994/1995 foi para o Louletano, jogando 31 vezes. Nas duas temporadas seguintes (1995/96 e 1996/97) representou o Penafiel, atuando em 64 partidas. Entre 1997 e 2004 representou o Estrela da Amadora, aposentando-se aos 36 anos de idade.
A carreira de treinador iniciou-se no mesmo Estrela da Amadora, na época de 2008/2009. Em 2009/2010 foi para o Penafiel, de onde saiu em 2010. Voltou ao futebol em 2012 para treinar o Portimonense. Comandou por um curto período o Atlético Clube até voltar novamente à ativa em 2016, ao ser oficializado como novo treinador do Farense.
Em 2020, durante a pandemia de Covid-19, foi anunciado como selecionador de futebol de Macau, cargo que ainda ocupa.